# Kobe luminarie
 (novembre 2019).
Kobe luminarie (神戸ルミナリエ) est un festival de lumière se déroulant dans la ville de Kobe, dans la préfecture de Hyōgo au Japon. Ce festival s'y tient annuellement en décembre depuis 1995 pour commémorer le  tremblement de terre de 1995. C'est sur une idée commune entre l'Italien Valerio Festi et un habitant originaire de Kobe, Hirokazu Imaoka, que fut créé ce festival. En 2013, il s'agira de la 19e édition et se déroulera du 5 au 16 décembre.

## Présentation
Après le tremblement de terre survenu le 17 janvier 1995, qui causa la mort de plus de 6 000 personnes et en blessa près de 43 000, et alors que la population manquait de nourriture, d'eau et d’électricité à la suite des ruptures de canalisations provoquées par le tremblement de terre, vint l'idée d'implanter des lumières dans le centre de Kobe afin de redonner de l’espoir aux victimes du séisme. Alors que l’événement ne devait être que ponctuel, à la suite du succès de ce festival, les organisateurs ont décidé que ce spectacle de lumières deviendrait annuel.
Cette année, le thème du festival est « Mémoire de lumière » (光の記憶, Hikari no kioku).

## Affluence
Ceci montre le nombre de visiteurs par année depuis le début de sa création en 1995.
| Année | Nombre de visiteurs |
| ----- | ------------------- |
| 1995  | 2 542 678           |
| 1996  | 3 855 665           |
| 1997  | 4 732 346           |
| 1998  | 5 163 716           |
| 1999  | 5 157 573           |
| 2000  | 4 737 907           |
| 2001  | 5 190 000           |
| 2002  | 4 640 000           |
| 2003  | 5 066 000           |
| 2004  | 5 383 000           |
| 2005  | 4 358 000           |
| 2006  | 4 650 000           |
| 2007  | 4 043 000           |
| 2008  | 3 755 000           |
| 2009  | 3 650 000           |
| 2010  | 3 434 000           |
| 2011  | 3 421 000           |
| 2012  | 3 401 000           |